# Meseta de Bolaven
Meseta de Bolaven es una región elevada en el sur de Laos. La mayor parte de la meseta se encuentra dentro de la provincia de Champasak, a pesar de que los bordes de la meseta también se encuentran en las provincias de Sekong y Attapeu. Se encuentra ubicada entre la cordillera Annamita, que se extiende a lo largo de la frontera oriental de Laos con Vietnam, y el río Mekong hacia el oeste. La meseta varía en su elevación aproximadamente entre 1000 y 1350 metros (3300 a 4430 pies) sobre el nivel del mar, siendo atravesada por varios ríos y muchas cascadas.